# Union des ligues européennes de basket-ball
L'Union des ligues européennes de basket-ball (plus connu sous l'acronyme ULEB) a été créée en 1991, avec pour objet le développement des différentes ligues de basket-ball professionnelles européennes, ainsi que pour améliorer la coopération entre celles-ci.

## Historique
Les organismes organisateurs de basket-ball professionnels d'Italie, de France et d'Espagne ont créé l'ULEB le 25 juin 1991 à Rome, en Italie. En novembre 1992, un All Star Week-end commun s'est tenu à Madrid, en Espagne, réunissant les meilleurs joueurs des ligues espagnole et italienne. L'expérience s'est répétée un an plus tard à Rome devant une foule de 10 500 fans. En 1994, la Ligue française a rejoint l'événement et le week-end All Star s'est déplacé à Valence, en Espagne, avec des stars italiennes, espagnoles et françaises en compétition, montrant leurs compétences.
La Ligue grecque a été la première à rejoindre les trois fondateurs en 1996. L'ULEB a eu trois présidents depuis sa création: Gianluigi Porelli (depuis septembre 1991 jusqu'à mars 1998), Eduardo Portela (depuis le 18 mars 1998 jusqu'au 6 octobre 2016), et Tomas Van Den Spiegel, élu le 6 octobre 2016. En décembre 1999, l'Union a accueilli les ligues britannique, belge et suisse.
Une date clé dans l'histoire de l'ULEB et du basket-ball européen a été le vendredi 9 juin 2000. Ce jour-là, les clubs les plus importants d'Europe et les ligues ULEB se sont rencontrés à Sitges et ont décidé de créer et de gérer une nouvelle compétition, l'EuroLeague. Jusqu'à ce moment, c'était la FIBA qui dirigeait la compétition des meilleurs clubs de basket-ball masculin en Europe. Le premier match de la nouvelle EuroLeague, le Real Madrid contre l'Olympiacos, a été joué le 16 octobre 2000 à Madrid.
Un an plus tard, en octobre 2001, l'ULEB s'est élargie avec les ligues d'Allemagne, des Pays-Bas et de Pologne. En octobre 2002, la Coupe ULEB, la compétition de clubs européens de deuxième niveau, est née. Son premier match a été joué à Istanbul, le 15 octobre 2002, entre Darüşşafaka et Novo Mesto.
En juin 2003, la ligue de Lituanie a rejoint, et un an plus tard, en juillet 2005, l'union a été élargie avec la ligue d'Israël. L'addition la plus récente à la famille ULEB est la Russian United VTB United League, qui a été admise en juillet 2014, en remplacement de son prédécesseur, le PBL (qui avait été admis en mai 2011). Ainsi, l'ULEB représente actuellement un total de 12 ligues de basket-ball professionnelles de toute l'Europe. D'autres ligues comme le Portugal, l'Adriatique, l'Autriche, la Suisse et la République tchèque ont également été membres de l'ULEB dans le passé, mais toutes ont quitté l'Union pour des raisons différentes. Les ligues portugaise et suisse ont cessé leurs activités, l'Adriatique a perdu la reconnaissance de la FIBA Europe et les ligues autrichienne, britannique et tchèque ont volontairement renoncé à leur adhésion.
L'ULEB est actuellement actionnaire d'Euroleague Commercial Assets (ECA) via Euroleague Basketball SL, et est également actionnaire de Basketball Champions League SA. Comme indiqué ci-dessus, l'ancien joueur belge Tomas Van Den Spiegel est l'actuel président de l'ULEB, et le président de la Ligue grecque, Vangelis Galatsopoulos, est l'actuel vice-président. L'actuel comité exécutif de l'Union est complété par les ligues de Belgique, de France, d'Allemagne et d'Espagne.

## La bataille contre la FIBA
En 2000, l'ULEB décide de faire scission avec la FIBA afin d'organiser seule l'Euroligue, en remodelant la formule (finale en 5 manches contre 1 auparavant). La FIBA rétorque avec sa Suproligue, tant et si bien que cette saison 2000-2001 se verra couronnée de 2 clubs Champions d'Europe.
L'ULEB en profite également pour modifier les règles de jeu, se rapprochant un peu plus de celle appliquées en NBA, privilégiant ainsi le spectacle (et donc le nombre de spectateurs pour des ligues qui sont professionnelles).
Néanmoins, cette bataille entre les deux instances est trop nuisible pour l'image du basket européen, et les deux entités se rapprochent la saison suivante pour tenter d'uniformiser les compétitions européennes.
En 2005, la FIBA obtient finalement l'organisation de l'Euroligue, ce qui lui permet de revenir à des règles plus en adéquation avec son éthique. L'ULEB obtient pour sa part la possibilité de coorganiser l'Euroligue, mais aussi la totale gestion de la 2e plus grande compétition européenne, à savoir l'EuroCoupe.

## membres de l'ULEB

### Les ligues actuelles
| Pays                          | Organisateur                                         | Affiliation | Competition                                                          |
| ----------------------------- | ---------------------------------------------------- | ----------- | -------------------------------------------------------------------- |
| Belgique Pays-Bas             | BNXT League                                          | 2021        | Championnat de Belgique et des Pays-Bas de basket-ball (BNXT League) |
| France                        | Ligue nationale de basket                            | 1991        | Betclic Elite                                                        |
| Finlande                      | Korisliiga                                           | 2022        | Korisliiga                                                           |
| Allemagne                     | Basketball Bundesliga GmbH                           | 2001        | Basketball-Bundesliga (BBL)                                          |
| Grèce                         | Hellenic Basketball Clubs Association                | 1996        | A1 Ethniki                                                           |
| Israël                        | Israeli Basketball Premier League Administration Ltd | 2005        | Ligat HaAl                                                           |
| Italie                        | Lega Basket                                          | 1991        | Lega Basket Serie A                                                  |
| Lituanie                      | Lietuvos krepšinio asosiacija                        | 2003        | Lietuvos krepšinio lyga                                              |
| Pologne                       | Polska Liga Koszykówki                               | 2001        | Basket Liga                                                          |
| Biélorussie Kazakhstan Russie | VTB United League                                    | 2014        | VTB United League                                                    |
| Espagne                       | Asociación de Clubs de Baloncesto                    | 1991        | Liga ACB                                                             |
| Suisse                        | Swiss Basketball League                              | 2022        | SBL Men                                                              |

### Anciens membres
| Pays                                                            | Organisateur                                  | durée de l'affiliation | Raison du retrait                                                                                   |
| --------------------------------------------------------------- | --------------------------------------------- | ---------------------- | --------------------------------------------------------------------------------------------------- |
| Autriche                                                        | Österreichische Basketball Bundesliga         | 2002-2015              | désistement                                                                                         |
| Belgique                                                        | Pro Basketball League                         | 1999-2021              | Le championnat de Belgique et des Pays-Bas de basket-ball remplace l'EuroMillions Basketball League |
| Bosnie-Herzégovine Croatie Macédoine Monténégro Serbie Slovénie | Adriatic Basketball Association               | 2002-2015              | perte de reconnaissance de la part de la FIBA Europe                                                |
| Pays-Bas                                                        | Nederlandse Basketball Bond                   | 2001-2021              | Le championnat de Belgique et des Pays-Bas de basket-ball remplace le Dutch Basketball League       |
| Portugal                                                        | Liga Portuguesa de Basquetebol                | 1996-2008              | cessation d'opération (reprise du championnat par la fédération)                                    |
| République tchèque                                              | Národní Basketbalová Liga                     | 2004-2016              | désistement                                                                                         |
| Royaume-Uni                                                     | British Basketball League                     | 1999-2016              | désistement                                                                                         |
| Russie                                                          | Ligue professionnelle de basket-ball (Russie) | 2011-2013              | remplacée par la VTB United League en 2014                                                          |
| Suisse                                                          | Ligue Nationale de Basketball Amateur         | 1999-2016              | remplacée par la Swiss Basketball League en 2022                                                    |